# イモー・エゼキエル
イモー・エゼキエル（Imoh Ezekiel, 1993年10月24日 - ）は、ナイジェリア・ラゴス出身のサッカー選手。ポジションはFW。

## 経歴
2012年1月、ベルギーのスタンダール・リエージュに移籍し、2月19日、SVズルテ・ワレヘム戦でデビューを果たした。

## 代表歴
ナイジェリア代表として、2014年3月6日、親善試合のメキシコ代表戦にビクター・モーゼスとの交代途中出場でA代表デビューを果たした。

## 所属クラブ
- スタンダール・リエージュ 2012-2014
- アル・アラビ・ドーハ 2014-2017

→ スタンダール・リエージュ 2015 (loan)
→ RSCアンデルレヒト 2015-2016 (loan)
- コンヤスポル 2017
- UDラス・パルマス 2018
- KVコルトレイク 2018-

## タイトル
コンヤスポル
- TFFスュペル・クパ 2017